# 3893 DeLaeter
3893 DeLaeter је астероид главног астероидног појаса са средњом удаљеношћу од Сунца која износи 2,423 астрономских јединица (АЈ).
Апсолутна магнитуда астероида је 13,3.